# Tahmoh Penikett
Tahmoh Penikett (Whitehorse, 1975. május 20. –) kanadai színész.

## Pályafutása

### Televízióban
Tahmoh Penikett színészi pályafutása 1996-ban kezdődött, a Murder on the Iditarod Trail tévésorozatban volt egy kisebb szerepe, legközelebb 2001-ben szerepelt a képernyőn, a 24 c. sorozat első évadának valamennyi részében feltúnt, mint titkosügynök. Ezt követően epizódszerepekben tűnt fel többek között a Csillagkapuban, a Sötét angyalban és a Smallvilleben. Legnagyobb sorozatszínészi sikerét a 2004 és 2009 között futó Csillagközi romboló című sci-fi sorozatban érte el, ott Karl "Helo" Agathon hadnagyot 65 epizód erejéig alakította.
Ezen kívül alakított seriffet az L-ben, a Cold Squad 7. évadában Ray Chase detektívet, illetve állandó szereplője volt a Dollhouse – A felejtés ára sorozatnak, valamint epizódszerepekben bukkant fel többek között az Odaátban, a Castleben, a Gyilkos elmékben és a Zöld íjászban is. 2011-ben két epizód erejéig, de szerepelt a kizárólag YouTube-on leadott Mortal Kombat: Legacyban, ő alakította Strykert.

### Filmekben
Tahmoh Pinkett a filmek terén kevesebb sikert könyvelhet el eddig, mint a sorozatokban, de azért ezen az ágon is szerepelt néhány nagy nevű alkotásban, ilyen volt például a Nickelodeonon nagy sikert arató Big Time Rush mozifilmje, a Big Time Movie, 2013-ban feltűnt a Man of Steel című filmben Jed Eubanks szerepében, illetve a 2015-ös Justice League: Gods of Monstersben Steve Trevor karakterének a hangját ő kölcsönözte.
Eddigi utolsó filmes jelenléte 2021-ben volt a Last Victim című krimi-thrillerben.

### Videójátékokban
2006-ban a Need for Speed: Carbon videójátékban ő alakította a játék közbeni bejátszásokban a "főgonoszt" Dariust, akinek a hangját is kölcsönözte.

## Magánélete
Édesapja Tony Penikett 1985 és 1992 között Yukon miniszterelnöke volt, édesanyja Luila Silver Johns. Lány ikertestvérei, Sarah és Stephanie Penikett ugyancsak színészek.

## Filmográfia

### Film
| Év   | Magyar cím                             | Eredeti cím                       | Szerep                 | Megjegyzések                    |
| ---- | -------------------------------------- | --------------------------------- | ---------------------- | ------------------------------- |
| 2002 |                                        | Go-Go Boy (Prelude)               | Aaron Fitz (Go-Go Boy) | rövidfilm                       |
| 2005 |                                        | Sandra Goes to Whistler           | Conrad                 | rövidfilm                       |
| 2006 | Stanley's Girlfriend                   | Stanley                           | rövidfilm              |                                 |
| 2006 |                                        | Trapped Ashes                     | fiatal Leo             | "Stanley's Girlfriend" szegmens |
| 2007 |                                        | The Green Chain                   | Brett Hall             |                                 |
| 2007 |                                        | Taming Tammy                      | Wilson                 |                                 |
| 2007 | Adsz vagy kapsz                        | Trick 'r Treat                    | Henry                  | magyar hangja Karácsonyi Zoltán |
| 2010 |                                        | The Hostage                       | The Figure             | rövidfilm (vezető filmproducer) |
| 2013 | Az acélember                           | Man of Steel                      | Jed Eubanks            |                                 |
| 2013 | Pearl                                  | Down River                        | Chris                  | magyar hangja Szabó Máté        |
| 2014 |                                        | The Portal                        | Alar                   | rövidfilm                       |
| 2015 |                                        | Painkillers                       | John Cafferty őrnagy   |                                 |
| 2015 | Az Igazság Ligája: Istenek és szörnyek | Justice League: Gods and Monsters | Steve Trevor (hangja)  | videófilm                       |
| 2016 |                                        | Pure Pwnage                       | Charles McBean         |                                 |
| 2019 | Gyilkos madár                          | Killbird                          | postás                 |                                 |
| 2021 |                                        | The Last Victim                   | Richard                |                                 |

### Televízió
| Év        | Magyar cím                      | Eredeti cím                                  | Szerep                                            | Megjegyzések                               |
| --------- | ------------------------------- | -------------------------------------------- | ------------------------------------------------- | ------------------------------------------ |
| 1996      | Gyilkos a hómezőn               | Murder on the Iditarod Trail                 | ismeretlen szerep                                 | tévéfilm                                   |
| 2002      |                                 | Glory Days                                   | Eric Forester                                     | 1 epizód                                   |
| 2002      | Sötét angyal                    | Dark Angel                                   | rendőr                                            | 1 epizód                                   |
| 2002      | Lángoló pokol                   | Wildfire 7: The Inferno                      | seriff                                            | tévéfilm                                   |
| 2002      | Csillagkapu                     | Stargate SG-1                                | Third                                             | 1 epizód                                   |
| 2003      |                                 | Under the Cover                              | Jonas                                             | tévéfilm                                   |
| 2003      |                                 | Just Cause                                   | Joe Decker igazgató                               | 1 epizód                                   |
| 2003      | Csillagközi romboló             | Battlestar Galactica                         | Karl "Helo" Agathon hadnagy                       | minisorozat (2 epizód)                     |
| 2004      | L                               | The L Word                                   | seriff                                            | 1 epizód                                   |
| 2004–2005 | Halott ügyek                    | Cold Squad                                   | Ray Chase nyomozó                                 | állandó szereplő, 7. évad (13 epizód)      |
| 2004–2007 | Smallville                      | Smallville                                   | Vince Davis / Wes Keenan                          | 3 epizód                                   |
| 2004–2009 | Csillagközi romboló             | Battlestar Galactica                         | Karl "Helo" Agathon hadnagy/százados              | 65 epizód                                  |
| 2006      | Halálos csend                   | Hush                                         | Noah Hamilton                                     | tévéfilm                                   |
| 2006      |                                 | Lesser Evil                                  | Greg                                              | tévéfilm                                   |
| 2007      | Robotcsirke                     | Robot Chicken                                | Armpit / Karl C. Agathon / Scott Trakker (hangja) | 1 epizód                                   |
| 2007      |                                 | Whistler                                     | Elias Noth                                        | 4 epizód                                   |
| 2009      |                                 | Titan Maximum                                | Troy Hammerschmiddtt (hangja)                     | 4 epizód                                   |
| 2009–2010 | Dollhouse – A felejtés ára      | Dollhouse                                    | Paul Ballard                                      | állandó szereplő (27 epizód)               |
| 2010      | Riverworld – A túlvilág partján | Riverworld                                   | Matt Ellman                                       | - tévéfilm - magyar hangja: - Dévai Balázs |
| 2010      | Tökéletes célpont               | Human Target                                 | Pete                                              | 1 epizód                                   |
| 2011      |                                 | Mortal Kombat: Legacy                        | Kurtis Stryker hadnagy                            | 2 epizód                                   |
| 2011      |                                 | Jabberwock                                   | Francis                                           | tévéfilm                                   |
| 2011      | Haven                           | Haven                                        | Simon Crocker                                     | 1 epizód                                   |
| 2011      |                                 | Innocent                                     | Jimmy Brand                                       | tévéfilm                                   |
| 2011–2012 | Gyilkosság                      | The Killing                                  | Gregory "Greg" Casher                             | 2 epizód                                   |
| 2012      | Big Time: A film                | Big Time Movie                               | A ügynök                                          | tévéfilm                                   |
| 2012      | Castle                          | Castle                                       | Cole Maddox                                       | 2 epizód                                   |
| 2012      | Peren kívül (Békét, bíró!)      | Fairly Legal                                 | Mark Ellison                                      | 1 epizód                                   |
| 2012      | A zöld íjász                    | Arrow                                        | Nick Salvati                                      | 1 epizód                                   |
| 2012–2014 | Continuum                       | Continuum                                    | Jim Martin                                        | 5 epizód                                   |
| 2013      | Bomba/nők                       | Bomb Girls                                   | Clifford                                          | 5 epizód                                   |
| 2013–2014 | Odaát                           | Supernatural                                 | Ezekiel / Gadreel                                 | 6 epizód                                   |
| 2014      | Rossz csillagzat                | Star-Crossed                                 | Jack Beaumont rendőr                              | 2 epizód                                   |
| 2014      | Gyilkos elmék                   | Criminal Minds                               | Michael Hastings                                  | 1 epizód                                   |
| 2014      | Az uralkodónő                   | Reign                                        | John Prevo                                        | 1 epizód                                   |
| 2014–2015 |                                 | Strange Empire                               | Marshall Mercredi                                 | 8 epizód                                   |
| 2015      |                                 | Justice League: Gods and Monsters Chronicles | Steve Trevor (hangja)                             | websorozat                                 |
| 2015      |                                 | Angel of Christmas                           | Derek                                             | tévéfilm                                   |
| 2015      |                                 | Riftworld Chronicles                         | Alar                                              | minisorozat (8 epizód)                     |
| 2016      |                                 | Real Detective "Malice"                      | C.W. Jensen nyomozó                               | 1 epizód                                   |
| 2016      |                                 | Con Man                                      | Randy Lane                                        | websorozat (1 epizód)                      |
| 2017      |                                 | Incorporated                                 | Goran                                             | 4 epizód                                   |
| 2018      | Valós halál                     | Altered Carbon                               | Dimitri Kadmin                                    | 2 epizód                                   |
| 2018      | Elrabolva                       | Taken                                        | David Ramsey                                      | 5 epizód                                   |
| 2019      |                                 | BH90210                                      | Jack Carlisle                                     | 2 epizód                                   |
| 2021      | Ann Rule: A megtévesztés köre   | Ann Rule's Circle of Deception               | Jim Huden                                         | tévéfilm                                   |
| 2022      | Az ördög Ohióban                | Devil in Ohio                                | Malachi Dodd                                      | minisorozat (5 epizód)                     |

### Videójátékok
| Év   | Cím                    | Szerep          |
| ---- | ---------------------- | --------------- |
| 2006 | Need for Speed: Carbon | Darius (hangja) |